# Аркатура
Аркатурата (на латински: arcatūra) е стенна декорация във вид на единична, или поредица от неголеми, глухи арки без реални отвори, опиращи се на добре очертани колонки, пиластри или конзоли. Те нямат конструктивна функция, а само декоративна. Могат да бъдат изработени както на вътрешна стена, така и на фасадата. Най-често това са слепи аркади, т.е. прилепени към стената, обикновено под корниза или като част от него. В някои случаи аркатурата представлява пояс от такива слепи арки, които допълват колоните на кронщайна. Тя може да бъде разчленена или непрекъсната, като непрекъснатата образува аркатурен пояс или фриз.
Обикновено аркатурата е обработена декоративно. Формата ѝ може да бъде полукръгла, подковообразна, с повишен център или островърха. Понякога, в редки случаи, между фасадната стена и аркатурата се оставя тясно, непроходимо пространство. Типична е за архитектурата на Мала Азия, Средновековна Европа, Античния Изток. Тя е и характерен детайл при романския и готическия стил, както и във византийското, древноруското и арменското православно църковно строителство. Често се използва при ризалити, или при частично, непълно издаване на фасадната стена. Особено характерна е за барока, при който стремежът е да се избягват плоските фасади.

## История
В Европа аркатурата се появява за първи път при романската архитектура. След падането на Римската империя през 4 век, западноевропейската архитектура минава през период на стагнация. Много от техническите познания и напредналите инженерни умения на римляните са забравени, но остават спомените за масивните сгради и славата на Рим.
От 9 до 12 век романският стил се очертава като водещ архитектурен стил в Европа след падането на Рим. Основна предпоставка за развитието му става преоткриването на римските архитектурни успехи и подражателството на техните архитектурни модели. Средновековните строители обаче не успяват напълно да усвоят много от римските методи на строителство. В резултат на това романският стил често копира естетическите елементи на римската архитектура, без да може да възпроизведе конструкциите им.
Един такъв елемент е римската арка и аркадата. При тях се използват колони, които поддържат арките. Те имат определени конструктивни функции и позволяват по-доброто разпределение на теглото, което носят. Романските архитекти се опитват да възпроизведат този модел, но знанията за това как да се изградят тежките римски арки са загубени. Затова те започват да използват аркатурата, с която заместват римската арка. Тъй като при тях тя е декоративен, но не и конструктивен елемент, не е нужно имитиращите арки да бъдат носени от колони. Те се прилепват плътно към фасадата, като връзка между пиластри или полуколони. Във всички паметници пиластрите приличат на тесни вертикални ленти и нямат никаква тектонична изразителност. Поясите, пиластрите и аркатурите са просто прикрепени един към друг.
Грандиозното строителство на Свещената Римска империя, започнало през 11 век с изграждането на катедралите в Трир и Шпайер е едно от най-престижните дела на империята. Тогава аркатурата, пиластрите и полуколоните започват да образуват единна и хармонична композиция по фасадите. Лизените и полуколоните съответстват на вътрешната структура на сградата, а хоризонталното членение се подчертава от аркатурни пояси. Цоклите, пиластрите и аркатурите на върха създават от фасадата единно структурирана система. Един от най-изисканите примери е базиликата „Сант Абондио“ в град Комо в Италия, осветена през 1095 г. Фасадата ѝ рязко се отличава от по-примитивните варианти от 9 – 11 век, още повече, че при нея са съхранени старите стилообразуващи принципи.
През 9 – 10 век аркатурата и лизенът (плоска, вертикална, издадена ивица на фасадата на сграда, без база и капител) стават основни декоративни елементи при ломбардските църкви и тези по Горен Рейн. Голяма част от храмовете са изградени като неголеми, еднокорабни сгради. При тях аркатурата и пиластрите са иззидани от малки, неравномерни по големина камъни, което води до липса на структурна и ритмична съгласуваност с останалата част от фасадата.
Още от 10 – 11 век големите катедрали в Германия демонстрират усвояване на ломбардската архитектура. Появяват се аркатурни пояси и пиластри. Наблюдават се по фасадите на романската манастирска църква „Св. Кириак“ в Гернроде, „Свети Пантелеймон“ в Кьолн, катедралата в Трир и на много други места. Всички елементи обаче, са плоски, в малък мащаб и липсва връзката с развитието и размаха на общата композиция. Наложени са върху фасадата като част от тънка прозрачна декоративна решетка. Както и в италианските сгради формите по-скоро докосват, отколкото да образуват структурна основа.
Такъв характер има и катедралата в град Шпайер, най-голямата в Германия през 11 век. Страничните ѝ фасади са декорирани с лизени и аркатура, които не отговарят на общия характер на постройката. При реконструкцията ѝ през втората половина на 11 век, фасадата с всички архитектурни елементи, а и цялата катедрала получават съвсем нов вид.
Към края на 12 век лизените, пиластрите и аркатурата придобиват единна форма, а тънките странични профили и висящата аркатура придават усещане за еластичност и динамика. Профилирането на пиластрите продължава в рисунъка на аркатурния пояс.

## Галерия
- Черната порта в Трир, Германия
- Катедралата в Шпайер, Германия
- Римската базилика „Сант Абондио“ в град Комо, Ломбардия
- Манастирска църква „Св. Кириак“ в Гернроде
- Висящ аркатурен пояс при „Свети Пантелеймон“ в Кьолн

- Декориран висящ аркатурен пояс в Бад Райхенхал, Бавария
- Църквата Св. Бартоломей в Ажа, Франция
- Аркатура в Сентрал парк, Ню Йорк
- Декориран висящ аркатурен пояс в Дмитриевския събор, град Владимир, Русия
- Готическа аркатура в Източен Йоркшър, Великобритания